# دریاچه الن (مینه‌سوتا)
دریاچه الن (به انگلیسی: Lake Ellen) دریاچه‌ای در شهرستان چیساکو، مینه‌سوتا، در ایالات متحده آمریکا است.
دریاچه الن به نام یکی از اولین ساکنان آن نامگذاری شده است.